# Осот липкий
Осот липкий, осот клейкий (Cirsium erisithales) — вид рослин з родини айстрових (Asteraceae), поширений у Європі.

## Опис

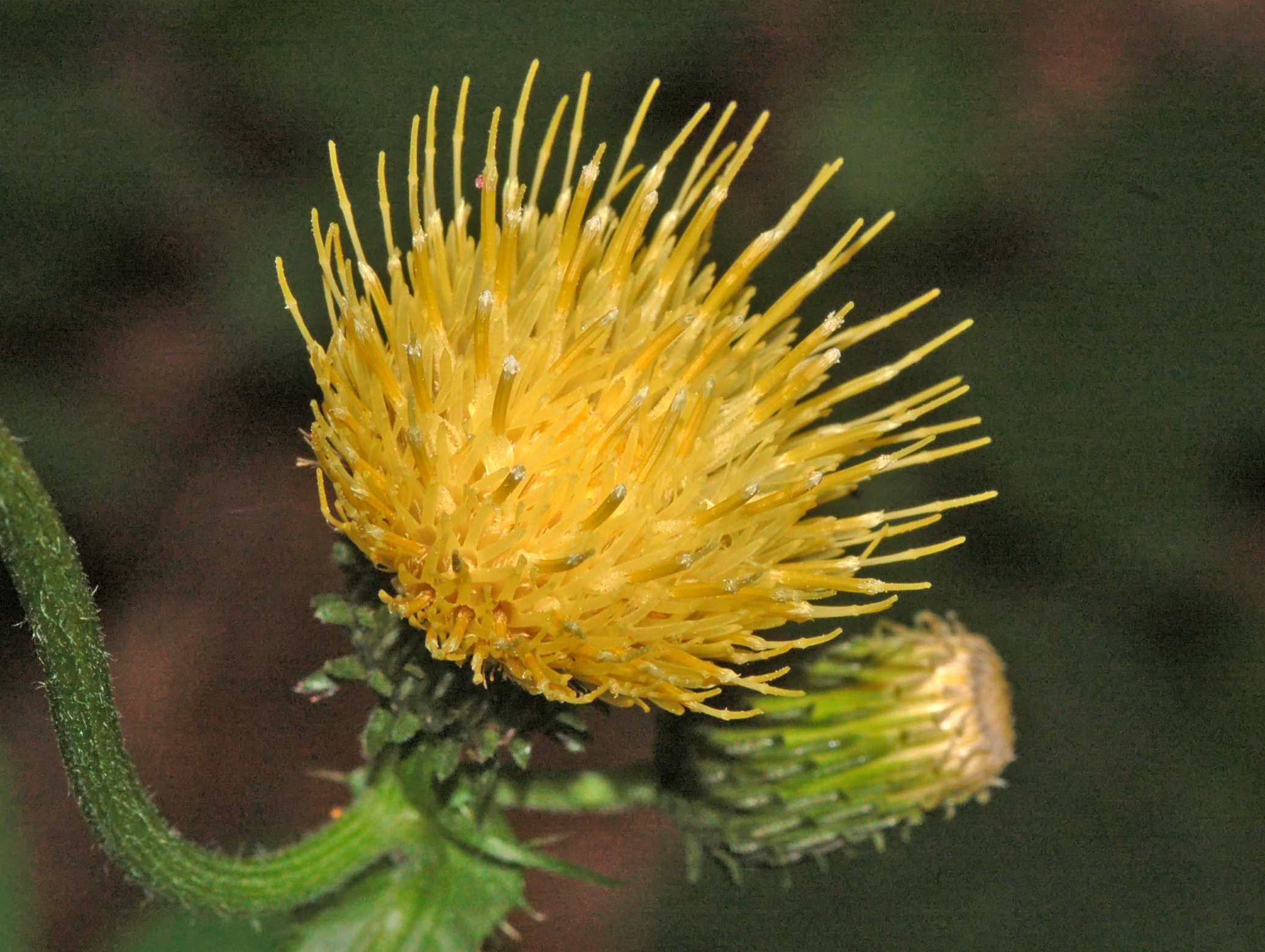

Багаторічна трав'яниста рослина 30–150 см заввишки. Стебло вгорі клейке і майже безлисте. Листки повислі, перисторозсічені, зверху негусто-коротко-волосисті, знизу на жилах більш густо запушені, сизувато-світло-зелені. Кошики іноді скупчені по 2 на кінцях безлистих гілок, пониклі, 20–30 мм завдовжки. Квітки жовтувато-білі.

## Поширення
Поширений у Європі.
В Україні вид зростає на вологих луках, болотах — в Карпатах, Розточчі-Опіллі, на Поліссі та на півночі Лісостепу.